# 苏维埃俄罗斯报
《苏维埃俄罗斯报》（俄语：Советская Россия），中文简称《苏俄报》，创刊于1956年7月1日，原为苏共中央、俄罗斯联邦最高苏维埃和部长会议的机关报。1991年八一九事件后曾一度停刊，复刊后改以“独立人民报”的名义出版。

## 历史
《苏维埃俄罗斯报》于1956年7月1日创刊，是苏联共产党中央委员会俄罗斯联邦局和俄罗斯苏维埃联邦社会主义共和国部长会议的机关报。首期发行四版。苏共中央认为，《苏维埃俄罗斯报》如果在全部工作中依靠广大工农通讯员积极分子，如果成为群众的真正讲坛，如果成为开展勇敢的原则性的批评的武器，那么它能够顺利地担负起自己的职务。
从1974年1月1日起，该报成为苏共中央、俄罗斯联邦最高苏维埃和部长会议的机关报。
1988年3月13日，《苏维埃俄罗斯报》用一整版篇幅刊登了列宁格勒工学院女教师尼娜·安德烈耶娃的来信《我不能放弃原则》。她在信中就苏联进行的改革和斯大林的历史地位问题提出了自己的看法，认为苏联正在“背离社会主义”；目前对斯大林的批判有“不少歪曲和片面性”。4月5日，《真理报》用一整版篇幅发表编辑部文章，批判安德烈耶娃信中的观点，指出来信是“试图悄悄地修正党的决议”，是“反改革势力的思想纲领和宣言”。从而引发了苏联改革派与保守派的一场论战。到1990年11月，该报的发行量为377万4千份。
1991年8月19日，苏联国家紧急状态委员会发布第二号命令，暂时只允许《苏维埃俄罗斯报》等九家报纸出版发行，其他中央、莫斯科市和州的报纸和社会政治刊物停止发行。8月23日，被叶利钦下令停刊。
1991年10月，该报刊载倡议，呼吁成立以苏共进步力量为基础的、“坚持社会主义方向”的俄罗斯政党。1993年10月，再度被暂时停刊。直到一个月后第一届国家杜马选举结束才复刊。
2000年代以来，该报发行量在30万份左右，每周的周二、周四、周六出版。

## 历任主编
- 米哈伊尔·费奥多罗维奇·涅纳舍夫（1978年至1986年）
- 瓦连京·瓦西里耶维奇·奇金（1986年至今）